# Kreisgericht Iserlohn
Das Kreisgericht Iserlohn war von 1849 bis 1879 ein preußisches Kreisgericht mit Sitz in Iserlohn.

## Geschichte
Die „Verordnung über die Aufhebung der Privatgerichtsbarkeit und des eximierten Gerichtsstandes sowie über die anderweitige Organisation der Gerichte“ vom 2. Januar 1849 hob die Patrimonialgerichtsbarkeit auf. Gleichzeitig wurde das Appellationsgericht Hamm geschaffen, dem Kreisgerichte, darunter das Kreisgericht Iserlohn zugeordnet waren. Sein Sprengel umfasste den Landkreis Iserlohn mit den Städten Iserlohn, Limburg und Menden. Zuständiges Schwurgericht war das Kreisgericht Hagen. Gerichtskommissionen wurden in Limburg und Menden eingerichtet. Der Sprengel des Kreisgerichts umfasste 41.314 Gerichtseingesessene (1859). Am Gericht waren ein Direktor und acht Kreisrichter tätig.
Mit den Reichsjustizgesetzen wurden die Gerichte im Deutschen Reich vereinheitlicht. Das Kreisgericht Iserlohn wurde 1879 aufgehoben. Neu eingerichtet wurde nun das Amtsgericht Iserlohn im Bezirk des Landgerichtes Hagen.
Die Gerichtskommissionen in Limburg und Menden wurden 1879 ebenfalls aufgehoben und die Amtsgerichte Hohenlimburg und Menden gebildet.